# Greatest Hits '93–'03
Greatest Hits '93–'03 es el primer álbum recopilatorio de la banda estadounidense de rock alternativo, 311, que fue publicado el 8 de junio de 2004 por Volcano Entertainment, y que compila canciones de sus siete álbumes lanzados anteriormente. 
El álbum contiene diecisiete pistas, incluyendo un cover de «Lovesong» de The Cure, que formó parte de la banda sonora de la película 50 First Dates de 2004 y fue el sencillo principal del álbum compilatorio; y dos canciones inéditas. Una de ellas, «First Straw», se lanzó como sencillo de radio y disfrutó de un éxito modesto, alcanzando el puesto número 14 en la lista Modern Rock Tracks de Billboard.
El álbum recopilatorio debutó en la séptima posición de la lista musical Billboard 200 de los Estados Unidos y fue certificado con disco de oro por la RIAA por más de 500,000 copias vendidas.

## Recepción de la crítica
El sitio web Joco Records indicó en su reseña que «el quinteto con sede en Nebraska se aleja de los bordes afilados y las letras cargadas de angustia de los contemporáneos Limp Bizkit y Rage Against the Machine en favor de un ambiente de celebración con todo incluido. Comenzando con el entrenamiento de punk funk estilo Chili Peppers con 'Down' y progresando a través de 'Amber' con tintes caribeños hasta 'Do You Right', influenciado por el surf ska, Greatest Hits '93–'03 se presenta como se anuncia, recopilando todos los favoritos de la banda en un paquete de fiesta sin parar».
Johnny Loftus de Allmusic señaló que «en resumen, Greatest Hits '93-'03 es la cápsula del tiempo perfecta para el fan casual de 311».

## Lista de canciones
| CD    |                                 |                                                                                          |                      |          |  |
| N.º   | Título                          | Letras                                                                                   | Publicación original | Duración |  |
| 1.    | «Down»                          | Nick Hexum, SA Martinez                                                                  | 311                  | 2:51     |  |
| 2.    | «Flowing»                       | Nick Hexum                                                                               | Soundsystem          | 3:10     |  |
| 3.    | «All Mixed Up»                  | Sa Martines, Nick Hexum                                                                  | 311                  | 2:59     |  |
| 4.    | «Amber»                         | Nick Hexum                                                                               | From Chaos           | 3:27     |  |
| 5.    | «Come Original»                 | Nick Hexum, SA Martinez, Aaron Wills                                                     | Soundsystem          | 3:39     |  |
| 6.    | «Beautiful Disaster»            | Nick Hexum                                                                               | Transistor           | 3:58     |  |
| 7.    | «Creatures (For a While)»       | Nick Hexum, Tim Mahoney, SA Martinez                                                     | Evolver              | 4:23     |  |
| 8.    | «Do You Right»                  | Nick Hexum, SA Martinez, Chad Sexton                                                     | Music                | 4:17     |  |
| 9.    | «I'll Be Here Awhile»           | Nick Hexum, SA Martinez                                                                  | From Chaos           | 3:26     |  |
| 10.   | «You Wouldn't Believe»          | Nick Hexum, SA Martinez                                                                  | From Chaos           | 3:41     |  |
| 11.   | «Transistor»                    | Nick Hexum, SA Martinez, Chad Sexton                                                     | Transistor           | 3:01     |  |
| 12.   | «Don't Stay Home»               | Nick Hexum                                                                               | 311                  | 2:42     |  |
| 13.   | «Homebrew» (Chad Sexton Remix)  | Nick Hexum, Tim Mahoney, SA Martinez, Chad Sexton, Aaron Wills                           | Grassroots           | 3:03     |  |
| 14.   | «Beyond the Gray Sky»           | Nick Hexum, Tim Mahoney, SA Martinez                                                     | Evolver              | 4:14     |  |
| 15.   | «Love Song» (cover de The Cure) | Robert Smith, Simon Gallup, Porl Thompson, Roger O'Donnell, Boris Williams, Lol Tolhurst | 50 First Dates OST   | 3:26     |  |
| 16.   | «How Do You Feel?»              |                                                                                          | canción inédita      | 3:02     |  |
| 17.   | «First Straw»                   |                                                                                          | canción inédita      | 2:57     |  |
| 58:57 |                                 |                                                                                          |                      |          |  |

## Personal
Créditos adaptados de las notas del álbum.
311
- Nick Hexum – vocalista principal, guitarra, programación, ingeniero adicional
- SA Martinez – voces, tornamesa
- Chad Sexton – batería, percusión, programación, ingeniero adicional
- Tim Mahoney – guitarra
- Aaron Wills – bajo

## Posicionamiento en listas
| Lista (2004)                   | Mejor posición |
| ------------------------------ | -------------- |
| Estados Unidos (Billboard 200) | 7              |

## Ventas y certificaciones
| País                                               | Organismo certificador | Certificación | Ventas certificadas | Ref.   |
| Ventas                                             | Ventas                 | Ventas        | Ventas              | Ventas |
| -------------------------------------------------- | ---------------------- | ------------- | ------------------- | ------ |
| Estados Unidos                                     | RIAA                   | Oro           | 500 000*            | [ 4 ]  |
| *Cifras de ventas basadas solo en certificaciones. |                        |               |                     |        |